# Baraj cu contraforți

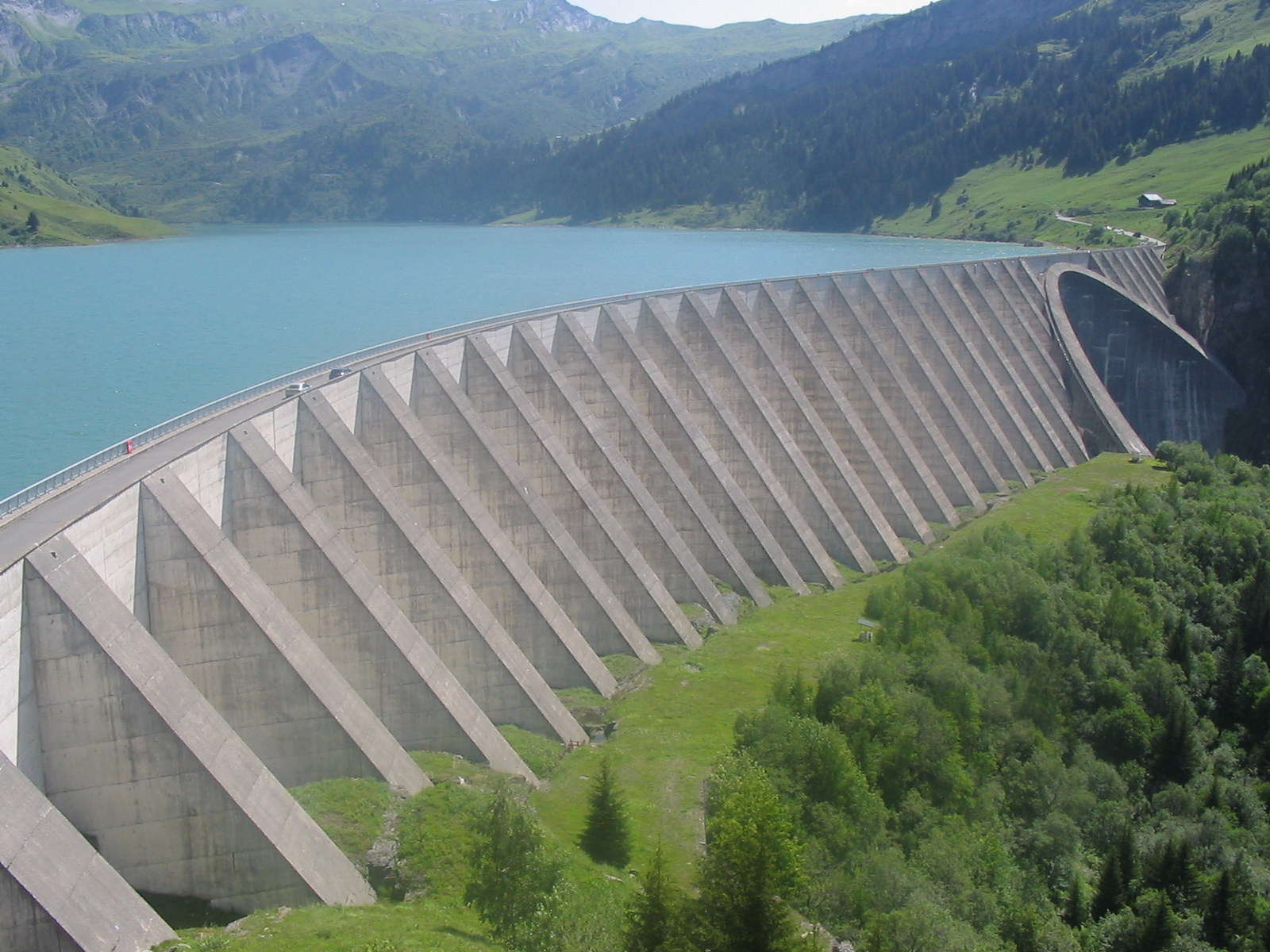
en din Franța (1962), o combinație de baraj arcuit ajutat de contraforți

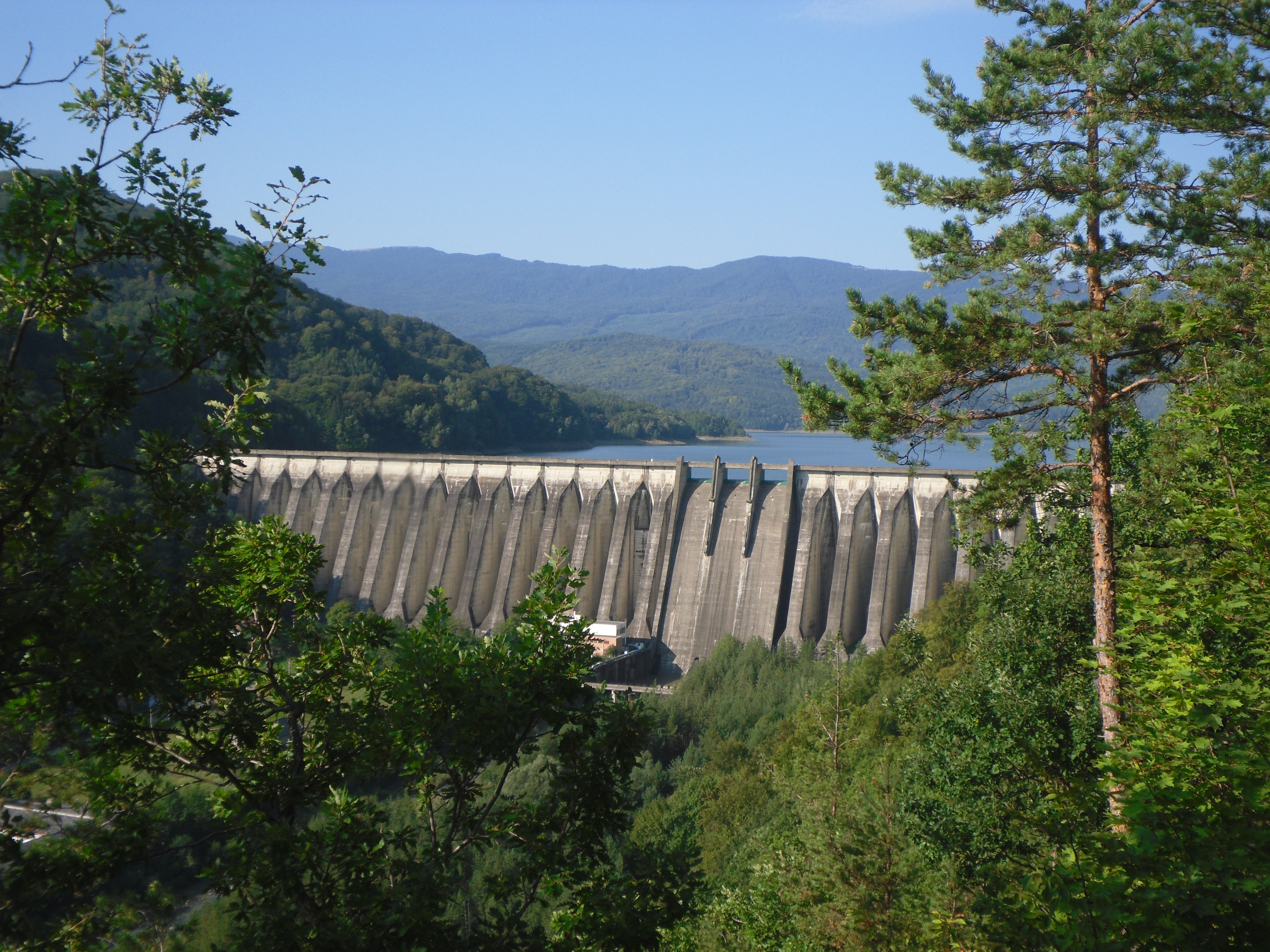
Barajul Poiana Uzului din România (1972), cel mai înalt de acest tip din țară, cu contraforți tip ciupercă unde fiecare contrafort reprezintă împreună cu paramentul amonte un singur plot independent

Barajul cu contraforți este un tip de baraj, care spre deosebire de cele masive de greutate, conține o serie de goluri cu scopul distribuirii uniforme a forțelor care acționează asupra acestuia. Două categorii majore sunt: cele evidate, cu goluri, dar unde barajul se comportă ca unul masiv; și cele cu contraforți-ciupercă, unde fiecare plot funcționează independent.

## Etimologie
Sintagma „baraj cu contraforți” cu abrevierea CB este menționată în limba engleză drept concrete buttress și în franceză contreforts béton.

## Descriere
Conceptul barajului cu contraforți descinde din ideea creării de goluri (evidări) în barajele de greutate, întrucât eforturile care acționează în cele mai solicitate zone ale barajelor de greutate duc la valori la care betonul nu face față. Astfel, reducerea secțiunilor active conduce la eforturi efective mai mari, dar și o utilizare mai rațională a materiilor prime.
În anul 1900, inginerul Italian L. Figari a propus prima dată acest concept prin crearea de goluri în zona de mijloc și cu prelungirea spre fundație, în acord cu sarcina statică a barajelor de greutate și justificată de spectrul liniilor de egal efort principal, atât cu lacul plin cât și gol. În acest fel, cum zonele din exteriorul barajului sunt mai solicitate decât cele interioare, acestea din urmă pot fi slăbite. Ideea inginerului a fost perfecționată abia în anul 1935 de către Alfred Stucky, ce a proiectat barajul Dixence⁠(en)[traduceți] (Elveția). În perioada 1900–1930 au apărut mai multe propuneri pentru acest tip. Barajele evidate se remarcă în primul rând prin faptul că doi contraforți ai unui plot sunt legați rigid între prin plăci groase din amonte și din aval, comportându-se ca un tot unitar.
În general, elementele care constituie un baraj cu contraforți sunt:
- placă amonte[6] (în engleză sloping membrane sau upstream deck), ce susține apa și transmite forța către contraforți, pe axa barajului;[7]
- contraforți[6] (în engleză buttress), amplasați la un anumit interval, susțin placa amonte și transferă forța către fundație. Se aseamănă în principiul de construcție cu contraforții din zidurile de susținere ale clădirilor;[7]
- talpă de fundație,[8] ce transmite forța contraforților către sol;[7]
- lateral braces, pentru ranforsarea contraforților;[7]
- ciupercă[6] (în engleză corbel), element ce transmite forța plăcii amonte către contrafort;[9]
- galerii,[10] pentru scurgerea sau prevenirea infiltrațiilor.[9]

### Categorii
Clasificarea acestor baraje se poate face în trei categorii:
- rigid –  cu placa amonte construită monolit și legată de contraforți. Nu sunt prevăzute scenarii pentru tasarea inegală a fundației sau pentru expansiune și contracție. În această categorie se încadrează barajele cu arc multiplu și barajele cu cupole multiple;[9]
- articulat – nu sunt monolite, însă trebuie să fie flexibile. În această categorie intră barajele cu plăci;[9]
- intermediar sau semirigid – o combinație între tipurile rigid și articulat, unde se elimină rigiditatea nedorită (cum este cea a celor cu arc multiplu sau cupole multiple), dar nu are flexibilitatea unuia cu plăci. În această categorie intră barajele cu contraforți cu cap rotund și cu cap de diamant.[9]

Barajele cu contraforți au subcategoriile:
- baraj în arc cu contraforți (CB) – cu plan curbat[11]
- baraj cu plăci din beton armat sau Ambursen (CB) – cu placă din amonte subțire[11] și rezemată pe un material asfaltic pe contraforți îngroșați în amonte, de construcție monolită, unde placa acționează independent de contraforți.[9] A fost inventat de Nils F. Ambursen⁠(en)[traduceți] în 1903.[9]
- baraj cu arc multiplu (MV)[11] sau cupole multiple[9] – unde paramentul amonte este compus din mai multe arcuri[11] sau cupole[9]
- baraj cu contraforți-ciupercă[6] sau solid head (CB) – unde contraforții sunt lărgiți în amonte pentru a umple spațiul dintre contraforți,[11] unde în secțiune orizontală lărgirea conferă aspectul[6] unei ciuperci.[12] Conturul curb, cu scopul preluării radiale a presiunii hidrostatice și eliminării eforturilor de tensiune,[12] a fost înlocuit în timp cu conturul poligonal,[12][8] căpătând denumirea de contraforți-diamant.[12] Cu toate acestea, capetele pot avea în continuare formă rotundă, cap de diamant sau de T.[11] Armarea betonului nu este necesară în paramentul amonte, deci se poate elimina pericolul coroziunii.[13] Spre deosebire de conceptul original de evidare, contraforții funcționează independent.[6] Îmbinările dintre contraforți se fac cu benzi de cupru.[13]

Mai există categoria concrete buttress (masonry) sau contreforts béton (maçonnerie) CB(M).

## Baraje în România
- Barajul Secu pe râul Bârzava[14] (inaugurat în 1963,[14] cu înălțimea de 40[15] sau 41 m[14] și lungimea la coronament de 136 m[14])
- Barajul Strâmtori pe râul Firiza[14] (inaugurat în 1964, cu înălțimea de 52 m[15] și lungimea de 198 m[14])
- Barajul Poiana Uzului pe râul Uz[15] (inaugurat în 1972,[15] cu înălțimea de 80,40 m[16] de la nivelul fundației[17] și lungimea de 500 m).[15] Cel mai înalt din țară.[18]
- Barajul Gura Râului pe râul Cibin (inaugurat în 1980, cu înălțimea de 74 m și lungimea de 330 m)[14]